# 內布拉斯加州州徽
內布拉斯加州州徽印於1867年被採用。一列火車在背景中馳騁，同時一艘汽船在密蘇里河的水域中穿行。一個簡單的小屋和一捆收穫的小麥描繪了定居者和農業的重要性。一個鐵匠在靠近前部的鐵砧上工作。徽章的頂部有一面標語，上面寫著“法律面前平等”的座右銘，在徽章的外圈周圍有文字“內布拉斯加州大徽章，1867年3月1日”。

## 外部連結
- Nebraska State Statute 84-501 （页面存档备份，存于）. URL last accessed July 4, 2006.
- Nebraska Secretary of State: The Great Seal of Nebraska （页面存档备份，存于）. URL last accessed July 4, 2006.